# 蒂萨瓦尔科尼
蒂萨瓦尔科尼（匈牙利語：Tiszavárkony）是匈牙利亚斯-瑙吉孔-索尔诺克州所辖的一个村，总面积35.62平方公里，总人口1563，人口密度43.9人/平方公里（2010年1月1日）。